# Gustav Heine von Geldern

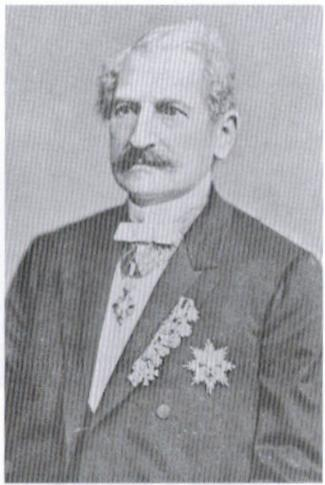
Gustav Heine

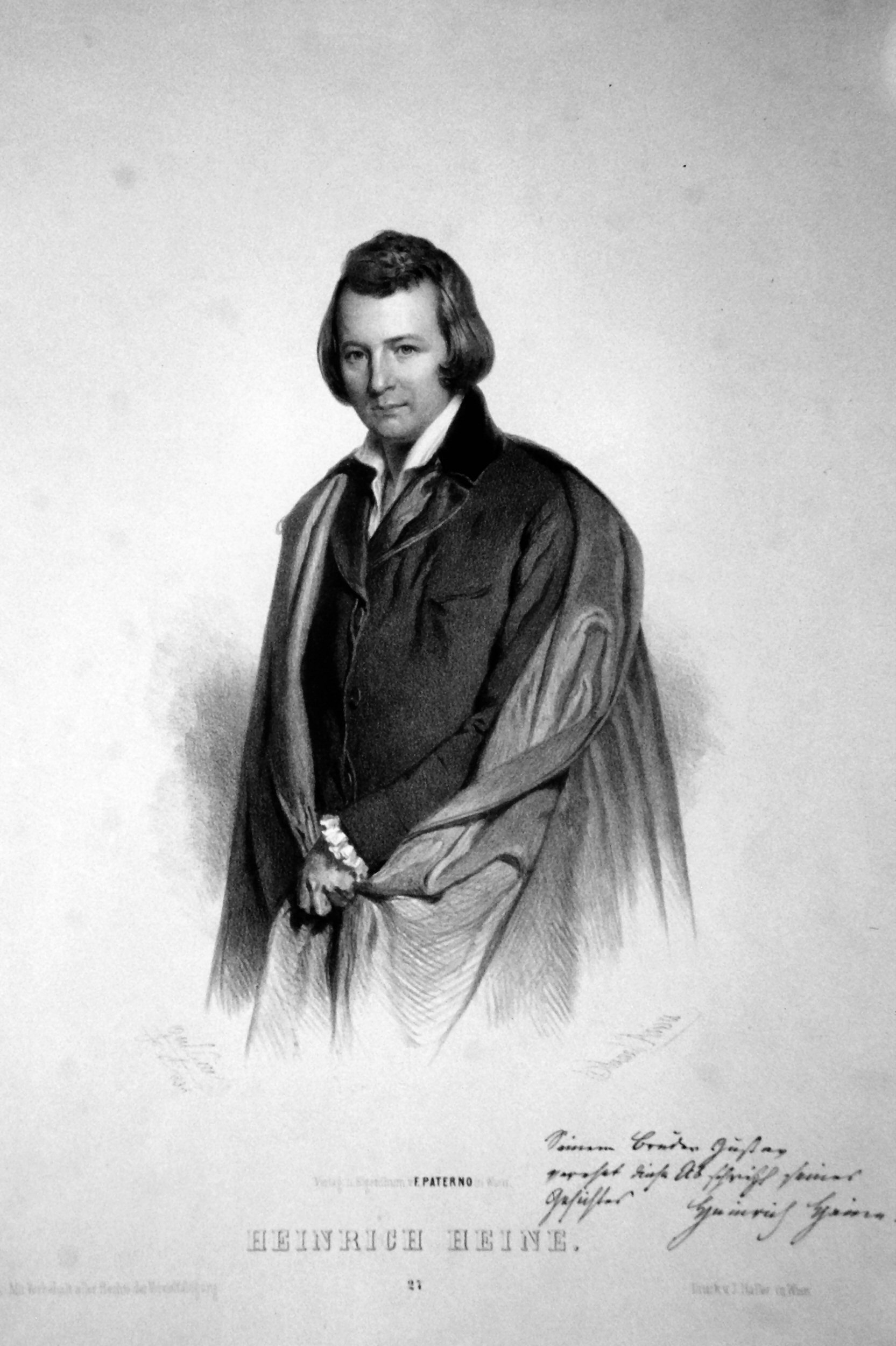
Heinrich Heine, Lithographie von Eduard Kaiser mit einer Widmung für seinen Bruder Gustav Heine von Geldern

Gustav Heine, geboren als Gottschalk Heine, seit 1870 Freiherr Heine von Geldern (auch Gustav Freiherr von Heine-Geldern, * zwischen 1803 und 1805 in Düsseldorf; † 15. November 1886 in Wien) war ein deutsch-österreichischer Publizist.

## Leben
Gustav Heine war der zweite Sohn jüdischer Eltern, des Tuchhändlers Samson Heine und seiner Frau Betty, Tochter des  Düsseldorfer Arztes Gottschalk van Geldern. Gustavs älterer Bruder war der Dichter Heinrich Heine, seine Schwester die Salonnière Charlotte Embden, sein jüngerer Bruder Maximilian von Heine.
Nach dem Konkurs des Vaters zog die Familie nach Hamburg, wo Salomon Heine, der Bruder des Vaters, lebte. Dort beendete Gustav Heine seine Schulausbildung und studierte anschließend an den Universitäten Halle und Göttingen. Nach Studienabschluss war er in der Landwirtschaft und als Geschäftsmann tätig. 1831 trat er als Kadett in das 6. Mährische Dragoner-Regiment in Böhmen ein, wurde 1832 zum Unterleutnant und 1836 zum Oberleutnant befördert und diente als solcher 1838 bis 1844 im 3. Galizischen Chevaux-Legers-Regiment in Siebenbürgen.
Im Jahr 1847 gründete er in Wien die Tageszeitung Fremden-Blatt, die zum offiziellen Organ des Ministeriums des Äußern wurde.
Am 30. März 1867 wurde er mit dem Orden der Eisernen Krone III. Klasse ausgezeichnet und aufgrund der Ordensstatuten in den erblichen österreichischen Ritterstand erhoben. Am 24. September 1870 wurde er in den erblichen österreichischen Freiherrnstand erhoben und am 20. Oktober 1870 sein Name mit dem Zusatz Geldern (Familienname seiner Mutter) verbunden. 1878 erhielt er den – auf dem nebenstehenden Bild besonders ins Auge fallenden – Franz-Joseph-Orden II. Klasse (Komturkreuz mit Stern).
Er war Besitzer der Rittergüter Schönkirchen, Raggendorf, Neuhof und Straßhof.
Er war verheiratet mit Emilie Kaan von Albest (1824–1859), einer Tochter des 1826 in den ungarischen Adelsstand erhobenen Wiener Industriellen Heinrich Samuel Kaan de Albest. Einer seiner Söhne, Maximilian Freiherr von Heine-Geldern, schrieb unter dem Pseudonym „M. Heldern“ u. a. das Libretto zur Operette Mirolan des Komponisten Moritz Fall. Über seine Tochter Marie war er Großvater von Gustav Heinrich Maria Graf Sizzo de Noris. Ein weiterer Sohn, Gustav Franz Xaver Freiherr von Heine-Geldern (1848–1899), heiratete die Operetten- und Opernsängerin Regine Klein.

## Wappen

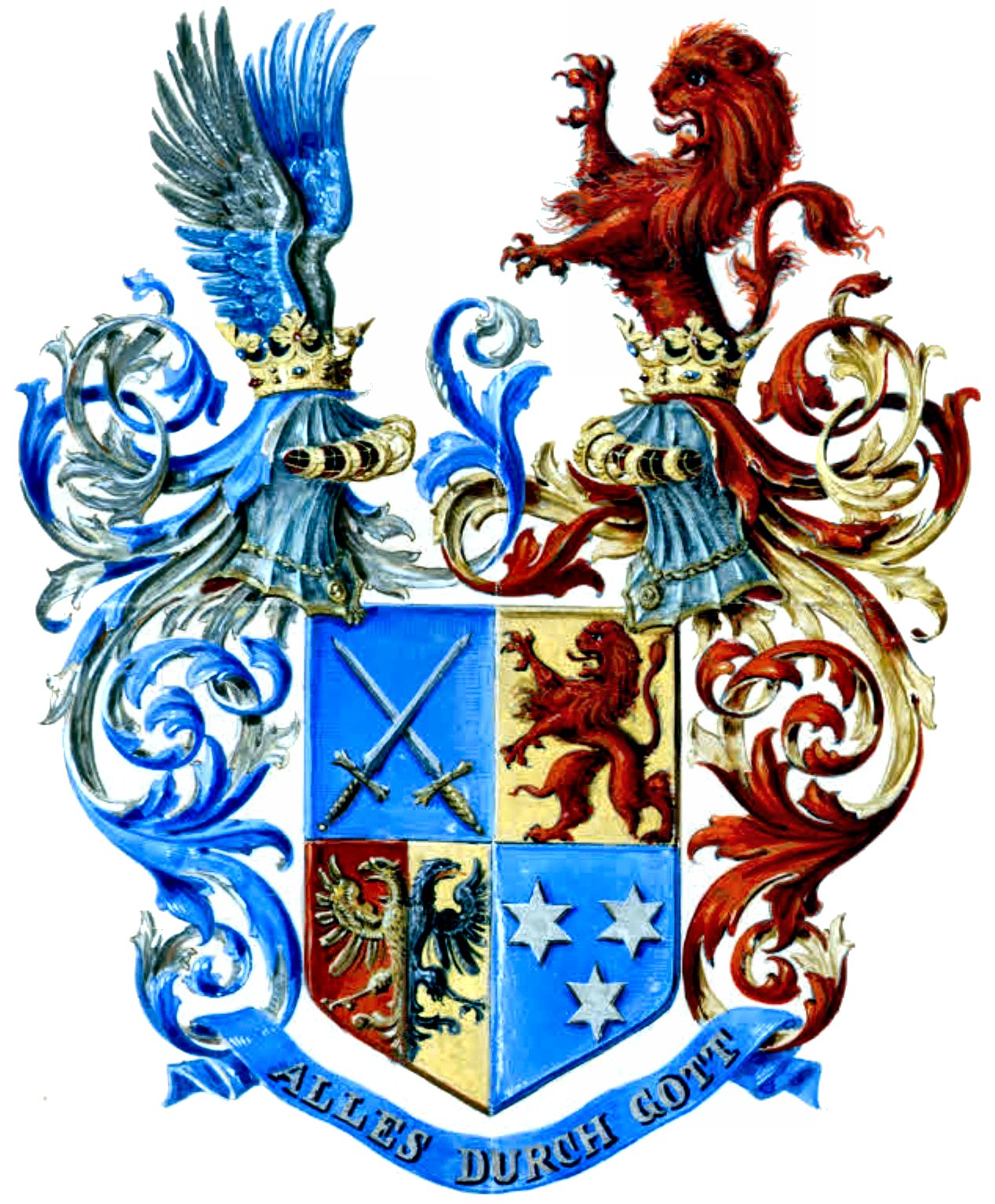
Wappen von Heine, 1867
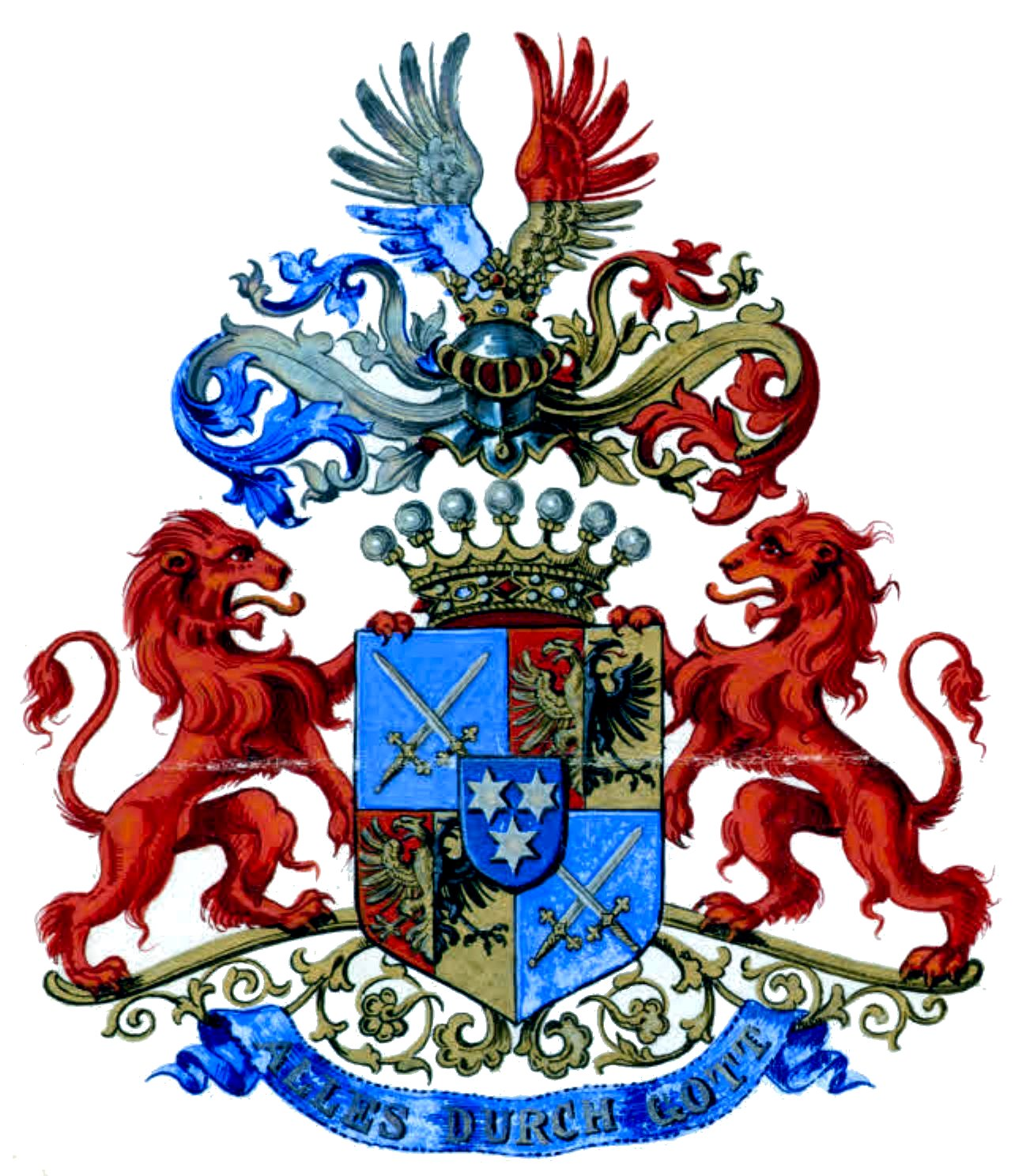
Wappen Freiherr von Heine-Geldern, 1870